# Єламос-де-Абахо
Єламос-де-Абахо (ісп. Yélamos de Abajo) — муніципалітет в Іспанії, у складі автономної спільноти Кастилія-Ла-Манча, у провінції Гвадалахара. Населення — 62 особи (2010).
Муніципалітет розташований на відстані близько 75 км на схід від Мадрида, 26 км на схід від Гвадалахари.

## Демографія
Динаміка населення (INE ):